# 1976 في ماليزيا
فيما يلي قوائم الأحداث التي وقعت خلال عام 1976 في ماليزيا.

## سياسة

### تعيين في المنصب
- 15 يناير – حسين أون رئيس وزراء ماليزيا.
- 5 مارس – مهاتير محمد نائب رئيس وزراء ماليزيا [الإنجليزية]‏.

### انتهاء فترة المنصب
- 15 يناير – حسين أون نائب رئيس وزراء ماليزيا [الإنجليزية]‏.

## مواليد

### يناير
- 11 يناير – روسدي طالب لاعب كرة قدم ماليزي.
- 23 يناير – أنجليكا لي
- 23 يناير – شاهرول يوزي متسابق دراجات نارية ماليزي.

### فبراير
- 9 فبراير – محمد ناصر زكريا سياسي ماليزي.

### يوليو
- 3 يوليو – فاليكسيا ييب عارضة ماليزية.

### سبتمبر
- 13 سبتمبر – كينيدي إدوين

### أكتوبر
- 7 أكتوبر – بيلي لو لاعب كرة قدم إنجليزي.

### نوفمبر
- 29 نوفمبر – إدريس عبد الكريم لاعب كرة قدم ماليزي.

### ديسمبر
- 26 ديسمبر – محمد نظير بن لاب
- 31 ديسمبر – ماثيو ويليام لاعب كركيت ماليزي.

## وفيات

### فبراير
- 24 فبراير – بيتر مادن (مواليد 1904) ممثل بريطاني.

### يونيو
- 6 يونيو – فؤاد ستيفنز (مواليد 1920) سياسي ماليزي.